# Església de la Puríssima Concepció (Bétera)
L′Església de la Puríssima Concepció és una església parroquial catòlica localitzada al municipi de Bétera, a la comarca del Camp de Túria, País Valencià i pertanyent a la diòcesi de València. Fou construïda al segle xviii i la seua advocació és a la Immaculada Concepció de Maria.

## Història
Els orígens del temple parroquial de Bétera es remunten al segle xiv, quan l'orde de Calatrava i els senyors de Bétera van decidir crear un temple per a la reduïda població cristiana de la vila, dominada majoritàriament per la fe islàmica gràcies a un privilegi atorgat pel rei Jaume I durant la conquesta de València. Aquesta parròquia inicial es va dir "de la Santa Creu".
Al segle xvi, l'església parroquial va rebre el nom de "la Concepció". Fou durant aquest segle i en concret, a partir del decret de Carles I de bateig als sarraïns residents al seu regne de l'any 1525, quan augmentà el nombre de fidels cristians al poble i el temple parroquial es traslladà a allò que fins aleshores havia estat la mesquita. L'antic edifici parroquial va restar abandonat i acabà desapareguent en runes amb el pas del temps.
El segle xvii va marcar un temps de desgràcia per a la parròquia, començant amb l'expulsió dels moriscs de l'any 1609 i la profanació i saqueig que aquests van dur a terme al temple. Amb els danys provocats i la pèrdua poblacional, la parròquia va entrar en crisi econòmica. Degut als problemes econòmics, la conservació del temple no era l'adequada i aquest va patir greus danys a causa de les pluges de l'any 1637, quan diversos murs van caure i la boveda estigué en greu perill. Un any més tard, el 1638 començaren les obres de restauració, sufragades pel nou senyor i baró de Bétera, en Gaspar de Rocafull. Les reparacions, clarament insuficients per a l'estat ruinós del temple van fer que, cap a l'any 1650 es començara a construir una nova església al mateix lloc, aquesta vegada començant des de zero. Durant aquest segle, el temple parroquial fou conegut amb el nom de "Nostra Senyora de l'Assumpció".
Ja al segle xviii, l'any 1739 l'aleshores rector Felipe Bertran va liderar les obres d'ampliació del temple parroquial, les quals finalitzarien l'any 1745. Immediatament finalitzades les obres d'ampliació, es va constatar que aquestes eren insuficients degut a l'excepcional augment de població a Bétera. Degut a això, l'any 1749 es decidí una altra ampliació del temple, adquirint terres dels costats. Des d'aquesta ampliació, la parròquia fou coneguda com la "Puríssima Concepció". Totes les reformes, tant d'ampliació com d'ornamentació, foren generossament sufragades pels aleshores senyors de Bétera, els marquesos de Dosaigües.
L'any 1828, al segle xix, es va dur a terme una altra nova ampliació del temple parroquial, construint-se l'actual nau latera al que abans era la capella de la comunió.
Al segle xx, l'església parroquial fou destruïda en un incendi provocat per elements anarquistes o marxistes l'any 1936, en el context de la persecució religiosa prèvia a la guerra civil espanyola. Finalitzada la guerra, l'any 1941 s'iniciaren els treballs de restauració liderats per l'arquitecte Ángel Romaní Verdaguer finalitzant l'any 1946, tot i que posteriorment, el poble pagà diversos treballs d'ornamentació del temple.

## Arquitectura

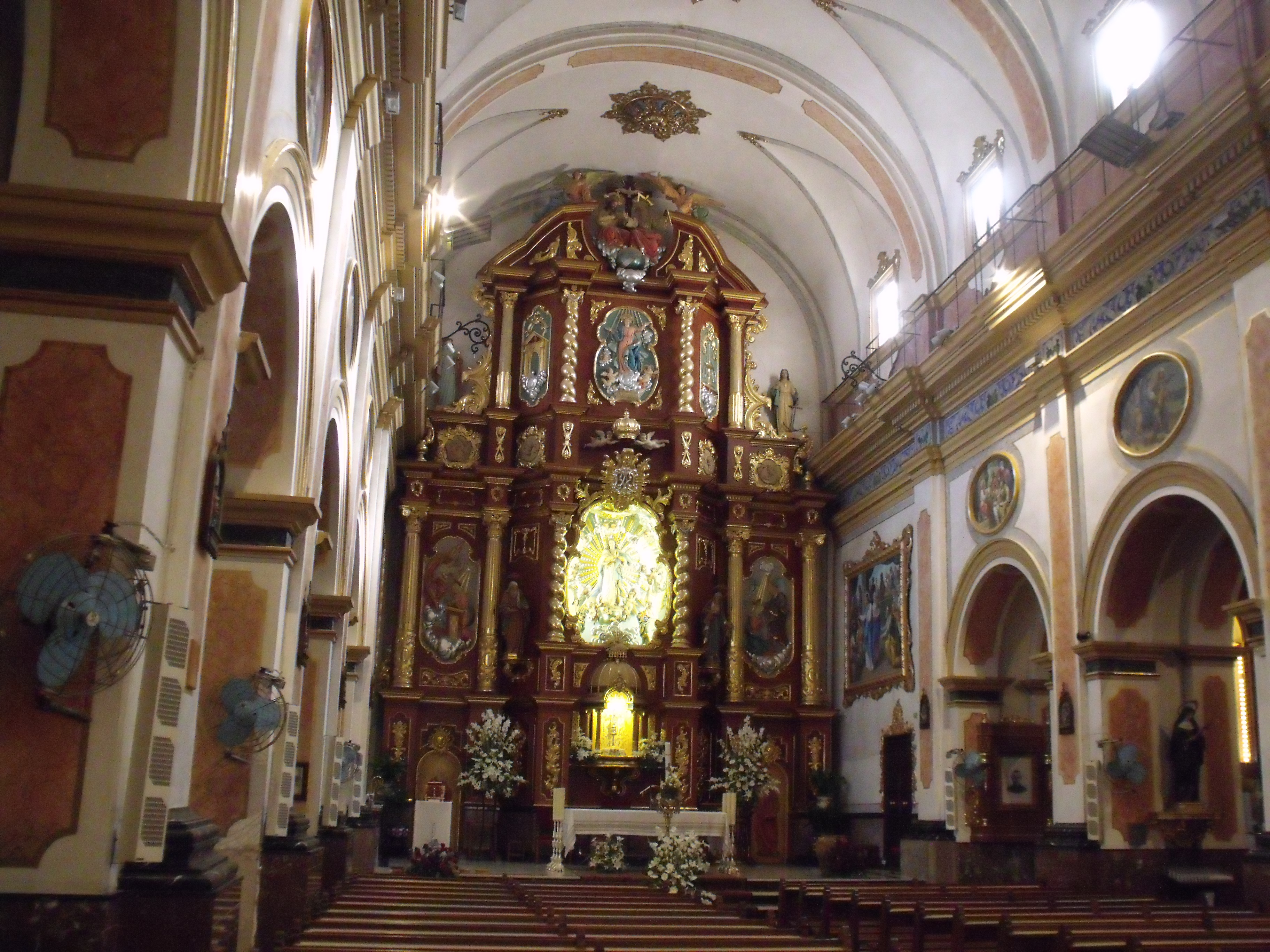
Nau central del temple (2013)

L'església parroquial de la Puríssima Concepció és de planta rectangular i estil neoclàssic. El temple és d'una nau, amb capelles laterals comunicades per passos estrets a la banda de l'Evangeli, sense equivalència a la banda de l'Epístola, ja que es substitueix per la capella de comunió (o nau lateral), paral·lela a la nau central.
Les capelles laterals de la nau central estan dedicades a Sant Josep, el Santíssim Crist i el Crist jacent (obres de l'escultor Sanjuan), Sant Roc i la Mare de Déu d'Agost i Sant Vicent Ferrer. Confrontant aquesta, hi ha la capella del baptisme (hui en desús) amb un quadre del Baptista, de R. White. Les capelles i la capella de la comunió s'obrin a la nau central mitjançant arcs de mig punt que tenen unes pintures de forma el·líptica a la part de dalt i representen els set dolors de la Mare de Déu.
El presbiteri, situat a un nivell més alt, té un retaule de talla daurada, neobarroca, a imitació de les antigues (obra de l'escultor José Esteve Edo). Destaca el grup escultòric de la Santíssima Trinitat i de l'Assumpció de la Verge, així com la imatge policromada de la Immaculada, obra d'Antonio Sanjuan Villalba. Davall hi ha el templet per a exposar la custòdia del Santíssim Sagrament, als laterals hi han dues composicions pictòriques, obra de Remigio Soler Tomás (1961), igual que les pintures el·líptiques.
Als peus de l'església està el cor, elevat sobre una volta rebaixada; al costat que correspon a l'epístola hi ha una espècie de nínxol amb balcó que deuria ser el lloc de l'orgue, al qual fa referència Pascual Madoz.
Al retaule de la capella de comunió (o nau lateral) es troba la Mare de Déu dels Desemparats i un altar de marbre blanc amb un sagrari de l'orfebre S. March. A cada costat hi han dos quadres de manisetes policromades del segle xviii, un de caràcter decoratiu i l'altre figuratiu, amb l'escena de la flagel·lació de Crist. Són l'única mostra que queda de la maniseria que decorava el sòcol de l'església. A la nau de la capella de la comunió es troben també la capella de la Mare de Déu del Carme, la dels Sants de la Pedra i la de Sant Francesc.
L'església consta de dues portes. La façana principal, amb una porta amb llindes i flanquejada per pilastres dòriques, té damunt un medalló amb relleu d'algeps, de la Puríssima, rematat amb un oval cobert per una reixa que dona llum a l'interior. A cada costat es troben dos rellotges, u de sol amb l'esfera enrajolada i l'altre electrònic. La porta lateral, que dona accés a la capella de la comunió o nau lateral, presenta el mateix esquema. Una fornícula a la part superior alberga la imatge de la Mare de Déu de Lourdes.